# Esther Hartog
Esther Hartog (Amsterdam, 21 juni 1905 - Rotterdam, 12 september 1998), ook bekend als Esther Elenbaas, was een Nederlands fotograaf.
Esther Hartog leerde in 1935 in Parijs fotograaf en kunstenaar Wally Elenbaas kennen, tijdens een groepsreis met Dick Elffers, zijn vriendin Fie Hartog - zus van Esther - en Wally Elenbaas. Op dat moment was Esther Hartog in Amsterdam werkzaam als rijkstelefoniste. Kort daarna gingen Esther Hartog en Wally Elenbaas samenwonen aan de Oudezijds Achterburgwal 127 in Amsterdam. Elenbaas interesseerde haar voor de fotografie.
In 1939 vertrokken en Esther Hartog naar Corsica, maar de dreiging van de Tweede Wereldoorlog doet hen terugkeren naar Nederland, waarna ze in Rotterdam gingen wonen.
Hartog ging in de leer bij Jan Kamman, in 1940 werd ze zijn assistent aan de Rotterdamse Kunstacademie, totdat haar Joodse afkomst toegang tot de academie haar onmogelijk werd gemaakt.
In 1942 gingen Esther Hartog en Wally Elenbaas op Katendrecht wonen, maar kort daarna moest Esther onderduiken. Ze woonde op verschillende onderduikadressen, tot ze in 1944 met Wally hun dichtgespijkerde huis op Katendrecht opnieuw betrok, waar ze geholpen werden door buren.
In 1945 trouwden Esther Hartog en Wally Elenbaas. Ze werkte daarna onder meer als hostess en als fotograaf voor het scheepvaartbedrijf Nievelt-Goudriaan. Daarnaast kreeg het echtpaar nog enkele andere commerciële opdrachten. Elenbaas richtte zich na de oorlog vooral op grafiek en ontwierp daarnaast ook monumentale mozaïeken en reliëfs.
In de periode 1959-1962 maakte Hartog met Elenbaas naaktstudies met vriendinnen en academieleerlingen als model.
In 1948 nam zij deel aan de tentoonstelling Foto '48 in het Stedelijk Museum Amsterdam, een vervolg op de tentoonstelling foto '37.
Esther Hartog overleed in 1998 in Rotterdam.
In 1999 droeg Wally Elenbaas vijf 6×6 negatiefalbums over aan het Nederlands Fotomuseum in Rotterdam. 